# 希洛克河
51°18′55″N 106°59′17″E / 51.3153°N 106.988°E
希洛克河（俄语：Хилок）是东西伯利亚的一条河流，属于色楞格河的支流。河流全长840千米，流域面积38500平方千米。河流沿岸有少量定居点，如希洛克、巴达等等。
阿拉赫列伊湖屬於希洛克河流域。

## 流域

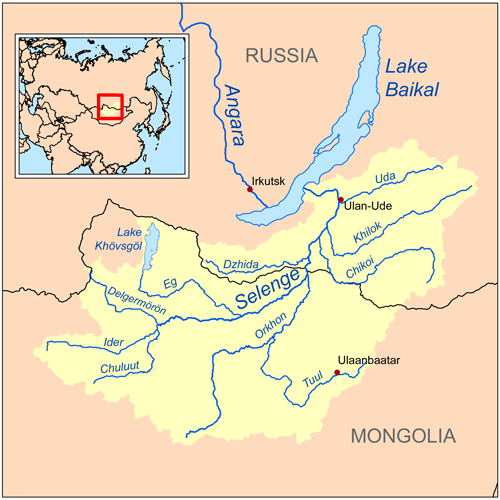
色楞格河流域（黄色）：
Selenge：色楞格河
Angara：安加拉河
Chikoi (Chikoy)：楚库河
Chuluut：楚魯特河
Delgermoron：德勒格尔木伦河（德勒格尔河）
Dzhida：吉达河
Eg (Egiin)：额金河
Ider：伊德尔河
Khilok：希洛克河
Orkhon：鄂尔浑河
Tuul：土拉河
Uda：乌达河
Ulan-Ude：乌兰乌德